# 李宁体育馆
李宁体育馆是广西壮族自治区柳州市內的一所体育馆，為广西目前設備最先進、座位最多、规格最高的的市属体育场馆；亦是国内首个以「體操王子」李宁命名的体育馆。

## 設計
李宁体育馆按照中国国内甲级体育场馆的建设标准设计，可供舉辦国际单项或国内综合性体育赛事和文艺表演。
体育馆由华南理工大学的建築設計院負責設計，設計師特別將柳州的地方元素融入其中，塑造出場館獨特的「柳州奇石」形象。此外，為體現李宁代表的体育精神，体育馆獲得北京奥组委的授权，聘请北京奥运会鸟巢內的主火炬设计的单位，為场馆设计和建造奥运火炬塔。
2009年，李宁体育馆的设计獲得由中国建筑学学会主办的“蓝星杯”第五届中国威海国际建筑设计大奖赛頒發优秀奖 。

## 建造
李宁体育馆在2009年1月開始動工，2011年10月竣工，佔地面积约1.1万平方米，建筑面积超過2万平方米，总投资達1.8亿元。

## 設備
李宁体育馆設有座位8,049個，當中包括固定座位6,033个、活动座位1,992个及残疾人座席24个。
而運動員設施方面，場館設有比赛大厅、体育馆管理训练用房、运动员休息室、兴奋剂检查室、竞赛管理用房、新闻媒体用房、比赛转播区、贵宾休息室、多功能新闻发布室、柳州体育荣誉展示室等。

## 啟用
2011年12月14日，「体操王子」李宁以柳州钢铁厂的锅炉采取的火种，点燃体育馆的火炬塔，宣布体育馆的正式启用。

## 舉辦賽事
2011年
- 世界羽聯超級系列賽總決賽